# Birkózók (Eakins-kép)
A Birkózók (Wrestlers) Thomas Eakins amerikai festő alkotása, amely a Los Angeles County Museum of Art gyűjteményének része.
A Birkózók Eakins utolsó befejezett zsánerképe, meztelen férfiakat, illetve sportolókat ábrázoló festménye. A festő pályája korai szakaszában, az 1870-es években számos sportképet festett, amelyeken evezősöket vagy baseball-játékosokat örökített meg, azután elsősorban portrékat alkotott. Az 1890-es évek végén kezdett újra sport témájú művekbe, ilyen alkotása az ökölvívókat ábrázoló Rászámolás, a Menetek között és az Üdvözlet. A meztelen férfitestek sok képén megjelentek, és tanárként is gyakran rajzoltatta hallgatóival.
Eakins két atlétát fogadott fel, egyikük Joseph McCann ökölvívó volt, és birkózásuk közben fotózta őket, hogy megtalálja a megfelelő pózt, amelyet végül megfest. A művész végül egy ágyék alatt átnyúló fogással kombinált fél Nelson mellett határozott. Ezután a sportolók ismét felvették a kért helyzetet, Eakins kiválasztotta a megfelelő látószöget, és lefotózta őket. Az első változat, amelyet nem fejezett be, még csak a teljes kompozíció vázlata, a mozgásban lévő testek összetett tanulmánya volt; ez szintén a Los Angeles County Museum of Art tulajdonában van.